# Minuskuł 653 (Gregory-Aland)
Minuskuł 653 (wedle numeracji Gregory-Aland), ε 182 (w numeracji von Sodena) – rękopis Nowego Testamentu, pisany minuskułą na pergaminie w języku greckim. Według kolofonu został sporządzony w roku 1077. Na liście Scrivenera rękopis znajduje się pod numerem 640.

## Opis rękopisu
Kodeks zawiera tekst Ewangelii Mateusza i Ewangelii Jana.
Kodeks składa się z 267 pergaminowych kart (13,7 na 9,8 cm). Tekst pisany jest w jednej kolumnie na stronę, 16 linii w kolumnie.
Tekst podzielony został według rozdziałów (gr. κεφαλαια), których numery umieszczone zostały na lewym marginesie tekstu, a ich tytuły (τιτλοι) na górnym marginesie. Rękopis stosuje ponadto inny system podziału według mniejszych jednostek – Sekcji Ammoniusza, których numery umieszczono na lewym marginesie tekstu, z odniesieniami do Kanonów Euzebiusza.
Zawiera tablice κεφαλαια (spis treści), umieszczone przed każdą Ewangelią, noty do czytań liturgicznych, noty muzyczne, adnotacje na końcu każdej Ewangelii, oraz numery στιχοι.

## Tekst kodeksu
Grecki tekst kodeksu przekazuje tekst bizantyjski. Kurt Aland nie zaklasyfikował go do żadnej kategorii rękopisów Nowego Testamentu.

## Historia
Wedle kolofonu rękopis został sporządzony w 1077 roku przez skrybę o imieniu Marek. Został przywieziony z Synaju do Berlina przez Heinricha Brugscha wraz z kodeksem 654 i 658. Gregory widział rękopis w 1887 roku. Rękopis przechowywany był w Berlinie (Konig. Bibl. Gr. Oktavo 3). Jedna karta kodeksu trafiła do Petersburga, po wojnie badał ją Kurt Treu.
Kiedy pod koniec 1943 roku wzrosła częstotliwość bombardowań Berlina, Pruska Biblioteka Narodowa wysłała część swoich zbiorów (wśród nich minuskuł 653) z Berlina na Śląsk, w celu ich bezpiecznego przechowania. W rezultacie powojennych zmian granic zbiory te znalazły się w Polsce i zostały przewiezione do Biblioteki Uniwersytetu Jagiellońskiego.
266 kart kodeksu przechowywanych jest obecnie w Bibliotece Jagiellońskiej (Fonds der Berliner Hss., Graec. Octavo 3) w Krakowie. Jedna karta kodeksu przechowywana jest w Rosyjskiej Bibliotece Narodowej (Gr. 292) w Petersburgu.